# Les Citronniers
Pour plus de détails, voir Fiche technique et Distribution.
Les Citronniers (en arabe, شجرة ليمون, Shajarat Limoun ; en hébreu, עץ לימון, Etz Limon ; en anglais, Lemon Tree), est un film franco-germano-israélien réalisé par Eran Riklis, sorti en 2008.

## Synopsis
En Cisjordanie, Salma Zidane, veuve palestinienne vit seule dans sa petite propriété, limitrophe de la frontière israélo-palestinienne, constituée d'une bâtisse de pierre et d'un verger de citronniers. Le ministre israélien de la Défense emménageant sur la parcelle adjacente, les services de sécurité décident de déraciner les arbres fruitiers, perçus comme autant de possibles caches pour d'éventuels terroristes. Mme Zidane entame une procédure devant la justice militaire puis devant la Cour suprême d'Israël ainsi qu'une délicate relation avec son avocat, Ziad Daoud, dont la femme et la petite fille sont demeurées en Russie, pays de ses études.
L'argument reprend le contentieux ayant opposé un plaignant palestinien et Shaoul Mofaz, ministre de la défense israélien (2002 - 2006) qui, dans un contexte similaire à celui exposé dans le film, avait obtenu l'arrachage de citronniers jouxtant son terrain.

## Fiche technique
- Titre : Les Citronniers
- Titre original : Etz limon
- Réalisation : Eran Riklis
- Scénario : Eran Riklis, Suha Arraf
- Décors : Miguel Markin
- Costumes : Rona Doron
- Image : Rainer Klausmann
- Montage : Tova Asher
- Musique : Habib Shadah
- Production : Eran Riklis, Bettina Brokemper, Antoine De Clermont-Tonnerre, Michael Eckelt
- Sociétés de production : Eran Riklis Productions Ltd ( Israël), Mact Productions ( France)
- Distribution : Océan Films  France
- Pays d'origine :  Israël,  France,  Allemagne
- Langue : anglais, arabe, hébreu
- Format : couleur - 1,85:1 - Dolby Digital - 35 mm
- Genre : comédie dramatique
- Durée : 106 minutes
- Dates de sortie : 
  -  France : 23 avril 2008
  -  Suisse : 30 avril 2008
  -  Belgique : 21 mai 2008
  -  Canada : 22 août 2008

## Distribution
- Hiam Abbass : Salma Zidane
- Ali Suliman : Ziad Daoud
- Tarik Kopty : Abu Hussam (comme Tarik Copti)
- Rona Lipaz Michael : Mira, la femme du ministre de la Défense
- Loai Nofi : Nasser Zidane, le fils émigré aux États-Unis (comme Loai Noufi)
- Makram Khoury : Abu Kamal, notable palestinien (comme Makram J. Khoury)
- Lana Zreik : Laila, la fille de Salma
- Jamil Khoury : Mussa, le gendre de Salma

## Mise en scène
Salma doit escalader une clôture pour accéder à son propre verger. Son taxi est obligé de couper à travers champs et a du mal à franchir un barrage militaire pour la conduire a Jérusalem. De son côté, Mira est cantonnée au périmètre de sa maison, tandis que son regard ne cesse de buter sur le verger, le mirador et le grillages...
Sans discours, par sa mise en scène, le réalisateur réussit à montrer que si la Palestinienne n'est pas libre, l'Israélienne ne l'est pas vraiment non plus.

## Genèse du film
Bien qu'il soit né en 1954 à Jérusalem et qu'il vive en Israël, Eran Riklis a coutume de se définir comme un « cinéaste du monde », ayant vécu tour à tour en Israël, au Canada, aux États-Unis et au Brésil. C'est l'article d'un journal israélien relatant les démêles du ministre de la Défense d'Israël avec ses nouveaux voisins palestiniens, qui a été le point de départ du film.

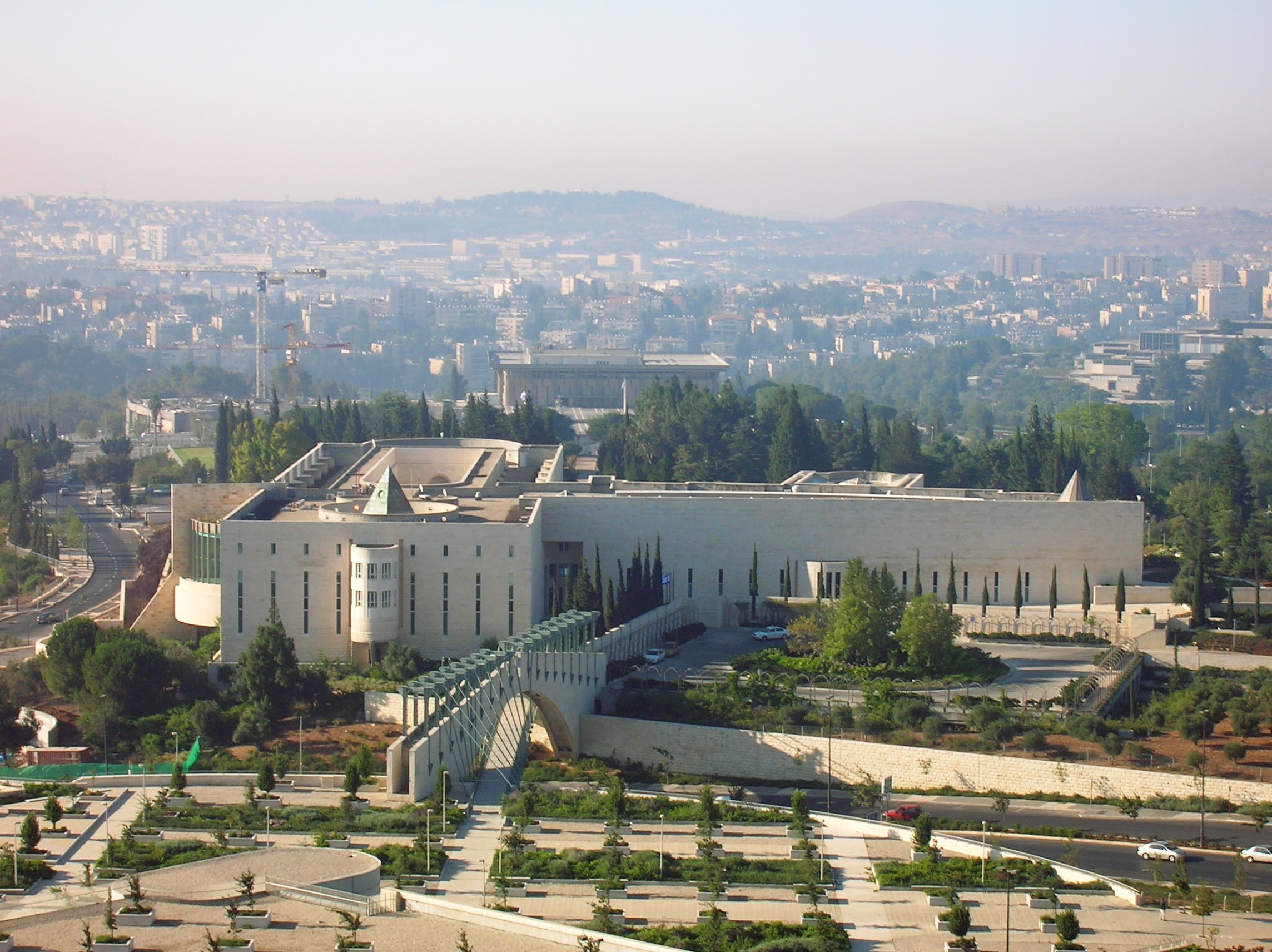
Une scène du film se passe devant la Cour Suprême
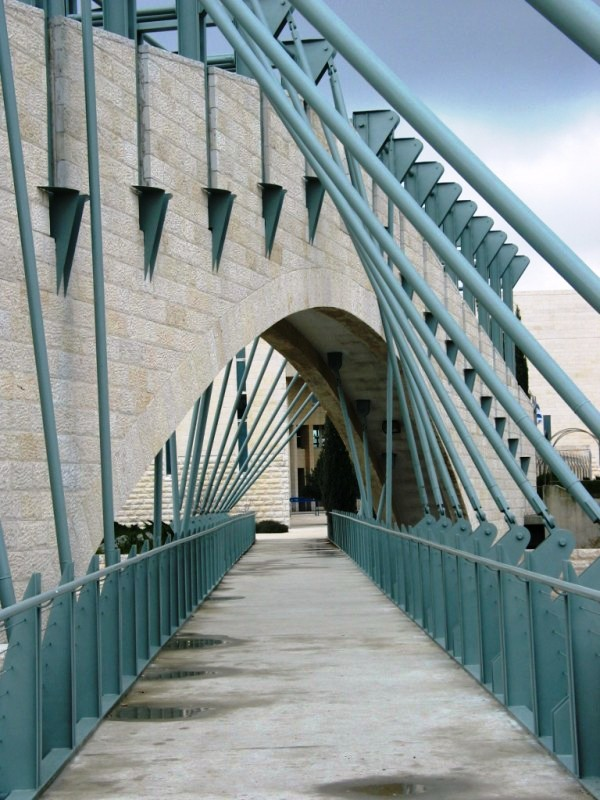
Passerelle piétonne qui conduit à la cour suprême
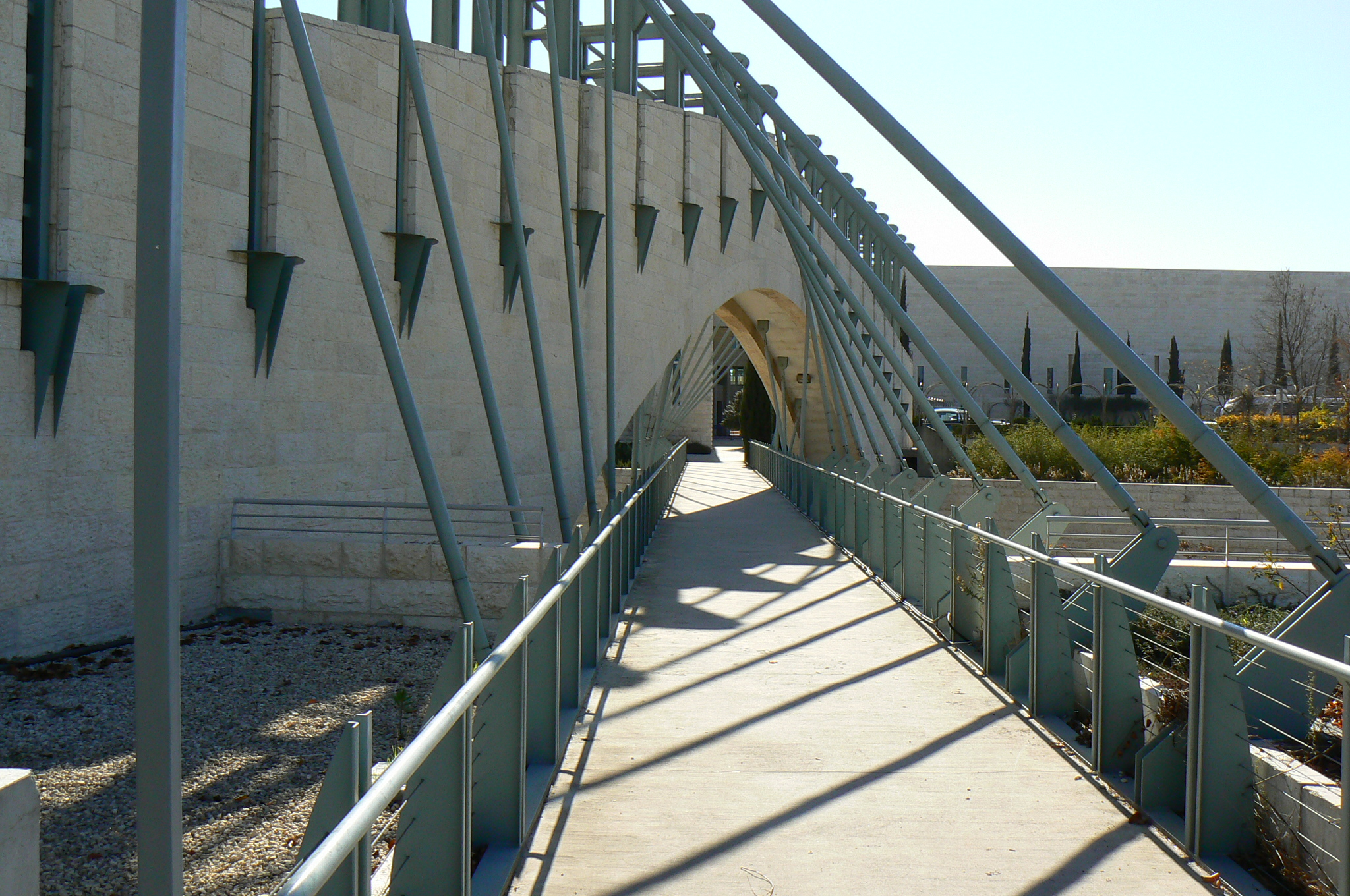
Pont et entrée du bâtiment de la cour suprême

## Distinctions
- Berlinale 2008 : Prix du public du meilleur film